# Comarca de Bandeirantes
A Comarca de Bandeirantes é uma comarca brasileira localizada no estado de Mato Grosso do Sul, a 60 quilômetros da capital.

## Generalidades
Sendo uma comarca de primeira entrância, tem uma superfície total de 6 mil km², o que totaliza 2% da superfície total do estado. A povoação total da comarca é de 13 mil habitantes, aproximadamente 3% do total da povoação estadual, e a densidade de povoação é de 2,1 habitantes por km².
A comarca inclui os municípios de Bandeirantes (Mato Grosso do Sul) e Jaraguari. Limita-se com as comarcas de Ribas do Rio Pardo, Camapuã, São Gabriel do Oeste, Rio Negro, Terenos, Campo Grande.
Economicamente possui PIB de R$ 203 601 000,00 e PIB per capita de R$ 15 735,45